# Heterophrynus gorgo
Espèce
Synonymes
- Phrynus gorgo Wood, 1869

Heterophrynus gorgo est une espèce d'amblypyges de la famille des Phrynidae.

## Distribution
Cette espèce est endémique du Pérou.

## Publication originale
- Wood, 1869 : On the Phalangia and Pedipalpi collected by Prof. Orton in Western South America, with description of new African species. Transactions of the American Philosophical Society, vol. 13, p. 435-442 (texte intégral).